# 舒晓刚
舒晓刚（1971年5月—），男，汉族，中华人民共和国政治人物。现任华中科技大学同济医学院附属协和医院主任医师，教授，博士生导师。第十四届全国政协委员。